# 1227
[[Категорија: 1227
.| ]]
Година 1227 (MCCXXVII) била је проста година која је почела у петак.

## Догађаји
- Википедија:Непознат датум — Арбитражом папе Хонорија III између цара и комуна потписан је мир утемељен на status quo.
- Википедија:Непознат датум — Умро је папа Хонорије III а наследио га је Уголино деи Конти ди Сењи по именом папа Гргур IX.
- Википедија:Непознат датум — Нови папа је присилио Фридриха II, цар Светог римског царства да испуни обећање и крене у Крсташки рат.
- Википедија:Непознат датум — Цар је кренуо из Бриндизија, али се веома брзо вратио због епидемије која је већ била узела маха међу војском.
- 29. новембар Папа Гргур га је због тога екскомуницирао.

### Децембар
- Википедија:Непознат датум — У Риму су избили нереди против папе које је водио племић Франгиапани по инструкцијама екскомуницираног цара.
- Википедија:Непознат датум — У Алмохидском калифату Абу Мухамада Абд Алаха ел Адила наследио је ел Му'тасим.
- Википедија:Непознат датум — Пошто га је у бици у Борнховеду поразила коалиција града Либека и севернонемачких принчева, дански краљ Валдемар I Победник присиљен је да се одрекне балтичких поседа, изузев острва Ригена.
- Википедија:Непознат датум — Крваво угушивши буну Тангута и освојивши Сининг, важан приступ Тибету, умро је Џингис-кан. Наследио га је син Оготај. Пре смрти Џингис-кан је поделио Монголско Царство властитим синовима:Јоци је добио освојена подручја западно од реке Иртиш и западног Сибира; Чагатај је добио подручја одузета племену Кара-Кина; Оготај је добио Монголију, освојене кинеске провинције и власт над целим Царством.
- Википедија:Непознат датум — На Јави је убијен Ангрок. На власти Сингхасавија наследио га је посинак Анушапати.

## Смрти

### Август
- 18. август — Џингис-кан, монголски кан
- 23. новембар — Лешко I Пјаст, велики кнез пољске